# Ballinrobe
Ballinrobe (Baile an Róba en irlandais) est une ville du comté de Mayo en république d'Irlande.
La ville de Ballinrobe compte 2 098 habitants et est l'hôte du club de football local, le Ballinrobe Town A.F.C. (couleur rouge).

## Personnalités liées
- Panti, drag queen et activiste des droits LGBT, y est né en 1968.